# Пути
Пути (груз. ფუთი) — село в Грузии, на территории Зестафонского муниципалитета края (мхаре) Имеретия.

## География
Село находится в западной части Грузии, к югу от реки Дзирулы, на расстоянии приблизительно 2 километров (по прямой) к юго-востоку от города Зестафони, административного центра муниципалитета. Абсолютная высота — 322 метра над уровнем моря.

## Население
По результатам официальной переписи населения 2014 года, в Пути проживало 1564 человека (780 мужчин и 784 женщины). В национальной структуре населения грузины составляли 99,7 %, украинцы — 0,13 %.
| Год  | Население, человек |
| ---- | ------------------ |
| 2002 | 2212               |
| 2014 | ↘ 1564             |